# Кашим и Ахмет
Кашим и Ахмет — историческая поэма о трагической любви джигита Ахмета и девушки Кашим. Записана в исполнении народного поэта Есенсары Кунанбайулы. Вариант Есенсары включает 11 куплетов, написанных в стихотворном размере «қара өлең». Второй вариант в исполнении Ергали Бакимбаева, записанный исследователем Тельмухамедом Канагатовым во время его пребывания в составе Семипалатинской экспедиции, которая была организована в 1964 году Институтом литературы и искусства. Если по варианту Есенсары, поэма завершается смертью Ахмета в тюрьме и печальным одиночеством Кашим, то, согласно второму варианту, в конце поэмы джигит приговаривается к смерти через повешение, девушку отдают на растерзание хищным кошачьим. Основное содержание обоих вариантов совпадает. В народе и других вариантах поэма называется «Ахмет — Кашим». Оба варианта хранятся в фонде рукописей Института литературы и искусства.